# Endiang
Endiang est un hameau (hamlet) du Comté de Stettler No 6, situé dans la province canadienne d'Alberta.

## Démographie
En tant que localité désignée dans le recensement de 2011, Endiang a une population de 35 habitants dans 12 de ses 12 logements, soit une variation de 0.0% par rapport à la population de 2006. Avec une superficie de 0,697 2 km2, le hameau possède une densité de population de 50,200 8 hab/km2 en 2011.
Concernant le recensement de 2006, Endiang abritait 35 habitants dans 14 de ses 16 logements. Avec une superficie de 0,697 1 km2, le hameau possédait une densité de population de 50,2 hab/km2 en 2006.